# Otto Kühne
Otto Kühne (Pseudonym Friedrich Kuhlmann; * 12. Mai 1893 in Berlin; † 8. Dezember 1955 in Brandenburg an der Havel) war ein deutscher Politiker (KPD, SED), Gewerkschaftsfunktionär und Widerstandskämpfer. Er war 1949–1953 Oberbürgermeister von Brandenburg/Havel.

## Leben

### Herkunft und Ausbildung
Als Sohn eines Arbeiters erlernte er den Beruf eines Maschinenarbeiters, in dem er bis zum Ausbruch des Ersten Weltkrieges 1914 arbeitete. Während des Ersten Weltkrieges diente er aktiv in der Armee bis 1916 und war daraufhin – abkommandiert – in einem Betrieb des Eisenbahnwesens beschäftigt. Nach der Entlassung aus dem Militärdienst im Jahre 1918 arbeitete er bis 1925 im Bahnbetriebswerk Pankow.

### Politische und gewerkschaftliche Tätigkeit bis 1933
Kühne trat 1912 in die Gewerkschaft, 1919 in die USPD und mit deren linken Flügel Ende 1920 der Kommunistischen Partei Deutschlands (KPD) bei.
Ab 1922 übernahm er eine hauptamtliche Position beim Freien Eisenbahnerverband, einer sich vom freigewerkschaftlichen Deutschen Eisenbahner-Verband abgespaltenen kommunistischen Gewerkschaft. Als Vorsitzender leitete Kühne den Gesamtbetriebsrat der Reichsbahn in Berlin und war im Reichsverkehrsministerium Mitglied im Hauptbetriebsrat.
Kühne nahm in der Frage der Selbständigkeit und Einheit der Gewerkschaften eine schwankende Stellung ein. Zuerst befürwortete er die Mitarbeit in den freien Gewerkschaften, dann schloss er sich den „Linken“ um Ruth Fischer (1895–1961) an, welche 1924/25 die Gewerkschaftsspaltung und die Gründung „roter Verbände“ propagierten. 
1925 wurde er in die Bezirksleitung der KPD in Berlin und auf dem X. Parteitag der KPD im selben Jahr als Kandidat in das ZK der Partei gewählt. Die 1. Parteikonferenz der KPD wählte ihn im Oktober 1925 zum Vollmitglied des ZK.
Im Oktober 1925 wurde er als einer der Vertreter der KPD zur Kommunistischen Internationale (Komintern) nach Moskau entsandt. Auf dem XI. Parteitag der KPD in Essen 1927 wurde er nicht mehr als ZK-Mitglied nominiert. Ab 1928 war er Sekretär der Zentralen Beschwerdekommission der KPD und von 1931 bis 1933 wirkte er als Sekretär der Reichstagsfraktion der KPD.

### Emigration und antifaschistischer Widerstand 1933 bis 1945
Im Zuge der Verfolgungen nach dem Reichstagsbrand wurde er am 28. Februar 1933 verhaftet. Als Folge eines Fehlers der Behörden kam er am 13. März 1933 frei und tauchte unter dem Pseudonym Friedrich Kuhlmann unter. Im Juli 1933 gelang ihm die Flucht nach Dänemark. Von dort aus reiste er nach Norwegen, wo er die Leitung der deutschen Flüchtlinge übernahm, die nach der „Machtergreifung“ der Nationalsozialisten 1933 Deutschland verlassen mussten.
Mehrere Reisen führten ihn nach seiner Emigration in verschiedene Länder Europas. In England trat er als Zeuge in einem Untersuchungsprozess über den Reichstagsbrand auf. Von Mai 1937 bis August 1938 kämpfte er während des Spanischen Bürgerkrieges in den Reihen der XI. Internationalen Brigade, wobei er zuletzt die Aufgaben eines Brigadekommissars wahrnahm. Im Dezember 1938 flüchtete er nach Paris und wurde später in La Rochelle interniert.
Im Zusammenhang mit dem Ausbruch des Zweiten Weltkrieges wurde Otto Kühne im Lager Libourne interniert; 1940 gelang ihm die Flucht nach Marseille. Er wurde jedoch erneut verhaftet und ins Internierungslager Chanac überstellt. Als Zwangsarbeiter gehörte er dort einer Gruppe ausländischer Arbeiter (GTE) an und wurde im Stahlwerk von Saint-Chély-d’Apcher eingesetzt.
Kühne gründete in Saint-Chély eine aus ehemaligen deutschen Mitgliedern der Internationalen Brigaden bestehende fünfköpfige Widerstandsgruppe, die Mitte März 1943 aufgrund einer Warnung nach Marvejols in Sicherheit gebracht wurde. Die Männer versteckten sich dann in den Wäldern zwischen La Blatte und dem Col de Bonnecombe und gründeten den ersten Maquis im Lozère.
Im Herbst 1943 ging Kühne in die Cevennen und baute dort mit anderen zusammen eine Widerstandsbewegung gegen die nationalsozialistisch-deutsche Okkupation auf.
Kühne übernahm später die Leitung der Interregion Nîmes der M.O.I („Mouvement Ouvriers International“). Otto Kühne kommandierte eine Gruppe von 2700 Kämpfern, mit denen er an der Befreiung der Departements Gard, Ardèche und Lozère beteiligt war. Im Juni 1943 wurde er zum Oberstleutnant (Lieutenant-Colonel) befördert.
In Marseille leitete er ab Oktober 1944 die deutsche Sektion der Französischen Kommunistischen Partei (FKP) in der Provence. 

### Funktionen in SBZ und DDR ab 1945

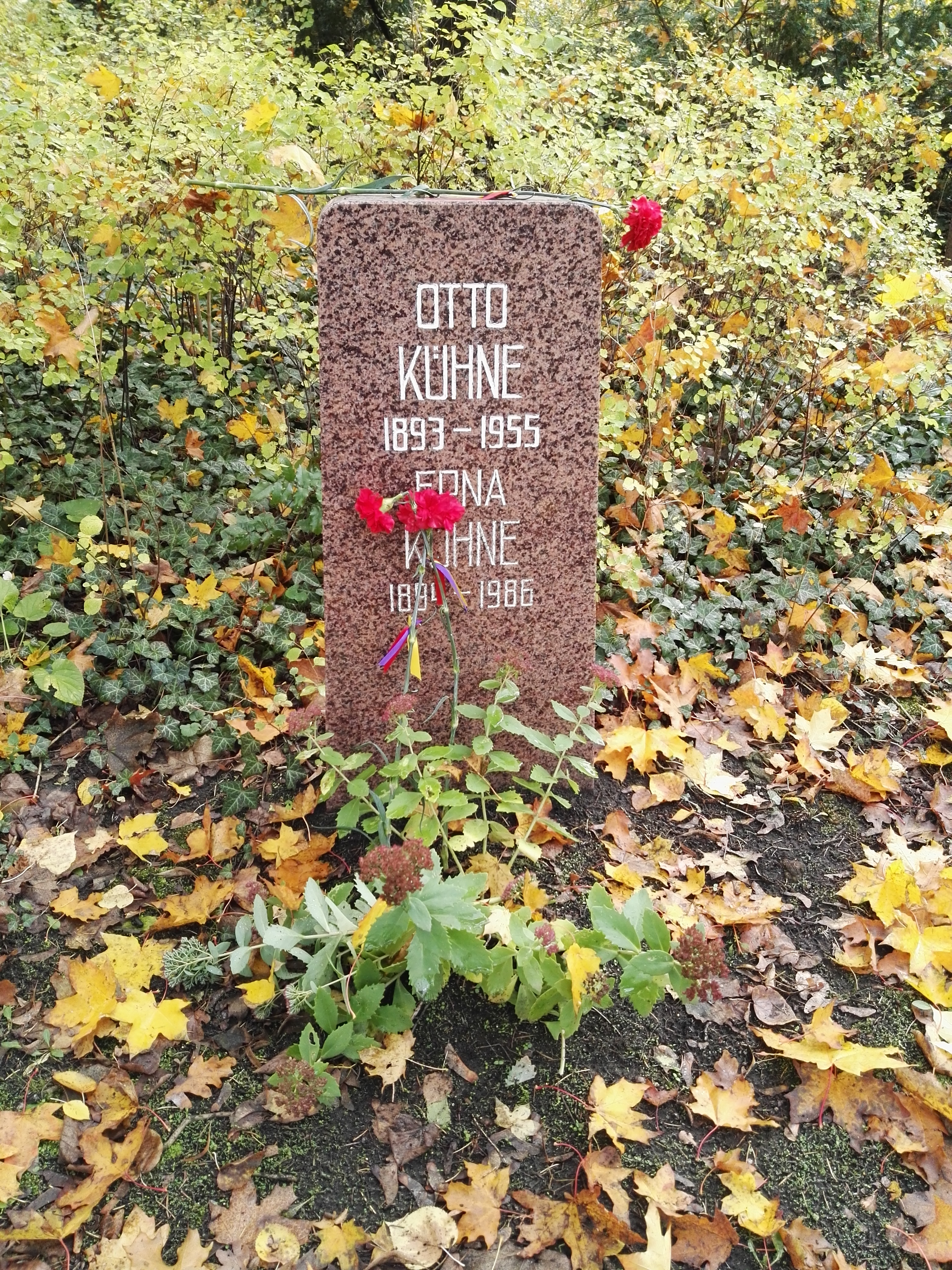
Grabstätte

Nach Deutschland kehrte er im Mai 1945 zurück, um im Raum Trier und Koblenz Strukturen der KPD wiederaufzubauen. Nach Berlin kam er im Juli 1945, um dort die Position des Vizepräsidenten der Deutschen Zentralverwaltung (DZW) für Verkehr zu übernehmen. In der Deutschen Wirtschaftskommission (DWK) wirkte er als Leiter der Hauptverwaltung für Verkehr.
Im Zuge der politischen Überprüfungen wurde er 1949 seiner Aufgaben enthoben, da man offensichtlich seine hohe Stellung in der Résistance als politische Belastung ansah. Diese Hindernisse stellten sich aber bald nicht mehr, als er im Dezember 1949 zum Oberbürgermeister von Brandenburg an der Havel eingesetzt wurde.
Nach dem Aufstand des 17. Juni 1953 musste Otto Kühne als Oberbürgermeister zurücktreten, weil er nach Ansicht der SED nicht entschlossen genug gegen die Demonstranten aufgetreten war. Man warf ihm kapitulantenhaftes Verhalten vor und er erhielt daraufhin eine Strenge Rüge.
Nach seinem Tod 1955 wurde er innerhalb des Berliner Zentralfriedhofs Friedrichsfelde am Pergolenweg beigesetzt.

## Gedenken
Nahe dem Col de Bonnecombe befindet sich das Mémorial du Maquis de Bonnecombe. (Lage) Es ist Otto Kühne und seinen Kameraden gewidmet:

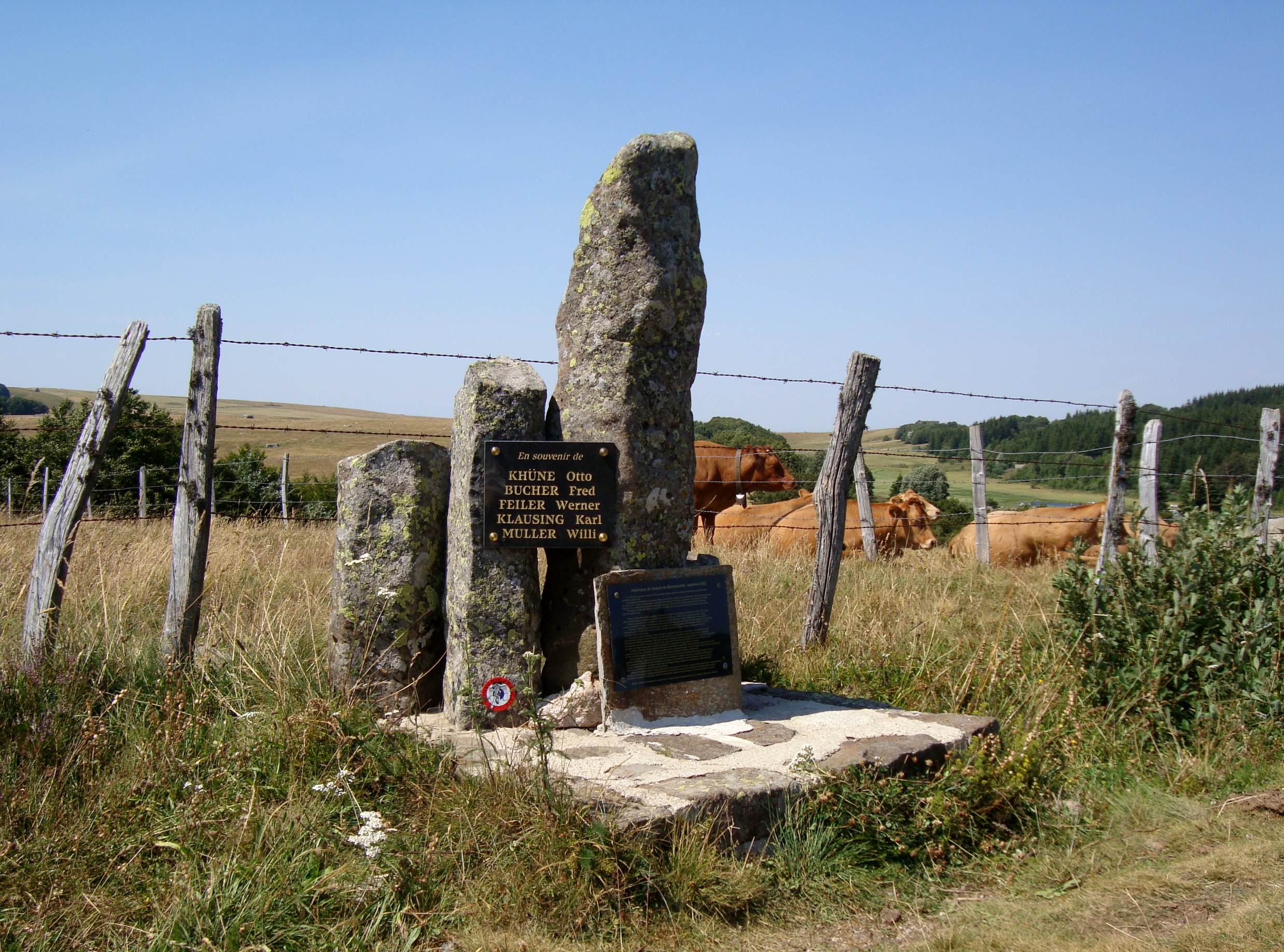
Mémorial du Maquis de Bonnecombe

- Fred Bucher Bucher (* 26. Januar 1898 in Pauschwitz bei Trebsen) wurde am 29. Mai 1944 als Mitglied des Maquis Bir-Hakeim beim Massaker von La Borie/Lozère ermordet.[6]:S. 38
- Werner Feiler (* 19. Oktober 1913 in Chemnitz – † 9. Februar 1979) ging im Februar 1938 nach Spanien, um in der XI. Internationalen Brigade zu kämpfen. Im Zuge der Retirada kam er im Februar 1939 nach Frankreich und durchlief mehrere Internierungslager, bevor er sich der Résistance anschloss.[6]:S. 54
- Karl Klausing (* 11. Februar 1902 in Berlin) war kommunistischer Stadtverordneter in Berlin und emigrierte 1934 in die Tschechoslowakei. Vom Februar 1937 bis September 1938 kämpfte er in der XI. Internationalen Brigade und begab sich im September 1938 nach Frankreich, wo er über das Internierungslager Chanac den Weg in die Résistance fand. Auch er war Angehöriger der Gruppe Bir Hakeim und arbeitete für das Komitee Freies Deutschland für den Westen (CALPO) im Département Gard.[6]:S. 102
- Willi Müller (* 25.4.1899) war seit 1923 KPD-Mitglied und ebenfalls Kämpfer in der Gruppe Bir Hakeim.[6]:S. 149

Eine weitere Gedenktafel dort erzählt ausführlich die „Geschichte des Maquis de Bonnecombe“, der anfangs nur aus diesen fünf Deutschen bestand.